# 포보르미트퓐시

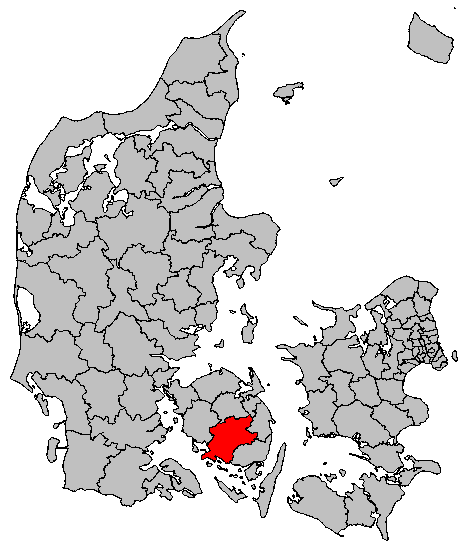
포보르미트퓐시의 위치

포보르미트퓐시(덴마크어: Faaborg-Midtfyn Kommune)는 덴마크 남덴마크 지역에 위치한 지방 자치체로 행정 중심지는 링에이며 면적은 51.735km2, 인구는 51,735명(2012년 1월 1일 기준), 인구 밀도는 1,000명/km2이다. 퓐섬 남부 연안에 위치한다.

포보르미트퓐 시 문장